# Flumenzer
Flumenzer (łac. Diocesis Flumenzeritanus) – stolica historycznej diecezji w Cesarstwie rzymskim w prowincji Mauretania Cezarensis, zlikwidowana w VII w. podczas ekspansji islamskiej, współcześnie w północnej Algierii. Obecnie katolickie biskupstwo tytularne.  

## Biskupi tytularni
| Lp. | Biskup          | Funkcja                                  | Od                   | Do               |
| --- | --------------- | ---------------------------------------- | -------------------- | ---------------- |
| 1   | John Cullinane  | biskup pomocniczy Melbourne (Australia)  | 13 stycznia 1959     | 13 sierpnia 2000 |
| 2   | Francis Malooly | biskup pomocniczy Baltimore (USA)        | 12 grudnia 2000      | 7 lipca 2008     |
| 3   | Adel Zaky       | wikariusz apostolski Aleksandrii (Egipt) | 1 września 2009      | 21 lipca 2019    |
| 4   | Moses Chikwe    | biskup pomocniczy Owerri (Nigeria)       | 17 października 2019 |                  |